# Serie C 1953-1954 (pallacanestro maschile)
Il campionato di Serie C di pallacanestro maschile 1953-1954 è stato il sesto organizzato nel secondo dopoguerra in Italia.
Si tratta di un torneo a carattere interregionale, composto da 16 gironi. Le prime classificate di ogni girone parteciperanno a quattro concentramenti interzona di 4 squadre ciascuna, le prime due società classificate nei concentramenti saranno promosse e disputeranno la Serie B, le ultime due classificate di ogni girone retrocederanno in Prima Divisione. Al termine della stagione la Libertas Biella vincerà il titolo nazionale di Serie C

## Stagione regolare

### Girone A
Squadre partecipanti: Libertas Biella; Fulgor Bra; Libertas Asti; Michelin Sport Torino; Cestistica San Remo; Imperia; Ospedaletti; U.S. Maurina Imperia
- La Libertas Biella si qualifica per le finali interzona

### Girone B
Squadre partecipanti: Soc. L. Guerra Mantova; Montarese; Onda Pavia; Borletti Milano B; Alpe Bergamo; Olimpia Cestistica Piacenza; Pietro Micca Biella; Libertas Vercelli.
- La Pietro Micca Biella si qualifica per le finali interzona

### Girone C
Squadre partecipanti: DL Ferrov. Bolzano; Lancia Bolzano; Olimpia Trento; Merano Basket; CRAL Marzotto; Polis. Fulgor Thiene; Atle. Lanerossi Schio; Libertas Vicenza.
- La Lancia Bolzano si qualifica per le finali interzona

### Girone D
Squadre partecipanti: Viscosa Padova; Petrarca Padova; Italo Sport Die N'Ai Venezia; Reyer Venezia B; PG Frassati Bondeno; Libertas Ferrara; Bertolo S.Martino; Enal Belluno.
- La Reyer Venezia B si qualifica per le finali interzona

### Girone E
Squadre partecipanti: Acegat Trieste; Straccis Gorizia; CRDA Monfalcone; Don Bosco Trieste; U.S. Muggesana; Cral Meneghel Pordenone; CRAL Arsenale Triestino; Udinese
- Il Cral Meneghel Pordenone si qualifica per le finali interzona

### Girone F
Squadre partecipanti: Cestistica Savonese; CUS Genova; N. Tommaso Genoa; Libertas La Spezia; G.Landini Lerici; Shell La Spezia; Sampierdarenese; S.Margherita Ligure.
- La Shell La Spezia si qualifica per le finali interzona

### Girone G
Squadre partecipanti: Libertas Forlì; Renato Serra Cesena; Libertas Ravenna; ASSI Massalombarda; Virtus Minganti Bologna B; CUS Modena; Pall. Latterie Riunite Reggio Emilia; CUS Parma.
- La Pall. Latterie Riunite Reggio Emilia si qualifica per le finali interzona

### Girone H
Squadre partecipanti: Libertas Livorno Liberitalia Pisa, CUS Pisa, Amatori Carrara, Falchi Rossi Viareggio, S. Carlo Solvay, Virtus Apuana Sport. Carrara, U.S. Piombino
- La Libertas Livorno si qualifica per le finali interzona

### Girone I
Squadre partecipanti: Mens Sana Siena, Montecatini, UISP Castelfiorentino, Affrico Firenze, Ponterosso Firenze, Vigor Campi Bisenzio, Virtus Cascina, Libertas Pistoia B
|  |    | Classifica finale 1953-1954 | Pt | G  | V  | N | P  | PtF | PtS |
|  | -- | --------------------------- | -- | -- | -- | - | -- | --- | --- |
|  | 1. | Mens Sana Siena             | 20 | 12 | 10 | 0 | 2  | 652 | 479 |
|  | 2. | Castelfiorentino            | 18 | 12 | 9  | 0 | 3  | 490 | 410 |
|  | 2. | Montecatini                 | 16 | 12 | 8  | 0 | 4  | 482 | 408 |
|  | 4. | Vigor Campi Bisenzio        | 16 | 12 | 8  | 0 | 4  | 555 | 478 |
|  | 5. | Affrico Firenze             | 9  | 12 | 4  | 1 | 7  | 453 | 522 |
|  | 6. | Ponterosso Firenze          | 5  | 12 | 2  | 1 | 9  | 467 | 588 |
|  | 7. | Virtus Cascina              | 0  | 12 | 0  | 0 | 12 | 398 | 657 |

- La Mens Sana Siena si qualifica per le finali interzona, il Cascina retrocede in prima divisione.

### Girone L
Squadre partecipanti: Libertas Rimini; Victoria Benelli Pesaro, Culturale Edera Macerata; Fiamma Ascoli Piceno; Sangiorgese; Pol. Rosetana; Aterno Sportiva Pescara; Chieti Basket
- Il Chieti Basket si qualifica per le finali interzona

### Girone M
Squadre partecipanti: CUS Perugia; Libertas Perugia; CSI Foligno; Narnese; Spoleto; Robur Spoleto; Aquila Rugby; Libertas Ancona; A.S. Jesi.
- La Robur Spoleto si qualifica per le finali interzona

### Girone N
Squadre partecipanti: Orvietana; Sebastiani Rieti; Comando III ZAT Roma; Ex Alunni Massimo Roma; GS PTT Roma; CUS Roma; Taurus Roma; CRAL BPD Colleferro.
- Il Comando III ZAT Roma si qualifica per le finali interzona

### Girone O
Squadre partecipanti: Ginnastica Latina; Libertas Formia; Libertas Scauri; CUS Napoli; Silvio Pellico Scafati; Pallacanestro Scafatese; Polis. Folgore Nocera; Fiamma Salerno.
- Il CUS Napoli si qualifica per le finali interzona

### Girone P
Squadre partecipanti: Cestistica Foggia; Libertas Benevento; Juve Caserta; Libertas Maddaloni; Scandone Avellino; CCC Napoli; Juventus Napoli; Ass. Polis. Puteolana.
- La Cestistica Foggia si qualifica per le finali interzona

### Girone Q

#### Classifica
|  |    | Classifica finale 1953-1954 | Pt | G  | V        | N | P  | PtF | PtS |
|  | -- | --------------------------- | -- | -- | -------- | - | -- | --- | --- |
|  | 1. | Libertas Brindisi           | 20 | 12 | 9        | 2 | 1  | 666 | 508 |
|  | 2. | Angiulli Bari               | 16 | 12 | 8        | 0 | 4  | 567 | 461 |
|  | 2. | Libertas Taranto            | 16 | 12 | 8        | 0 | 4  | 469 | 458 |
|  | 4. | Libertas Bari               | 15 | 12 | 7        | 1 | 4  | 493 | 428 |
|  | 5. | Olimpia Basket Club Matera  | 10 | 12 | 4        | 2 | 6  | 454 | 513 |
|  | 6. | S.S. Barletta               | 6  | 12 | 3        | 0 | 9  | 503 | 521 |
|  | 7. | Polisportiva Trani          | 1  | 12 | 0        | 1 | 11 | 317 | 530 |
|  | 8. | Comando IV ZAT Bari         | 0  |    | ritirato |   |    |     |     |

### Girone R

#### Classifica
|  |    | Classifica finale 1953-1954 | Pt | G  | V  | N | P  | PtF | PtS |
|  | -- | --------------------------- | -- | -- | -- | - | -- | --- | --- |
|  | 1. | C.U.S. Palermo              | 21 | 14 | 10 | 1 | 3  | 721 | 550 |
|  | 2. | S.S. Fiamma Messina         | 18 | 14 | 8  | 2 | 4  | 421 | 415 |
|  | 3. | Scalfaro Catanzaro          | 17 | 14 | 8  | 1 | 5  | 417 | 408 |
|  | 4. | Goliardica Palermo          | 14 | 14 | 6  | 2 | 6  | 539 | 517 |
|  | 5. | SS Indomita Cosenza         | 14 | 14 | 6  | 2 | 6  | 387 | 410 |
|  | 6. | Vilardi Reggio Calabria     | 12 | 14 | 6  | 0 | 8  | 446 | 453 |
|  | 7. | S.C.Giarre                  | 10 | 14 | 4  | 2 | 8  | 381 | 412 |
|  | 8. | C.S.I. Catania              | 6  | 14 | 3  | 0 | 11 | 468 | 617 |

#### Risultati
| Prima giornata |                     |         |
| 29 nov.        |                     | 31 gen. |
| 25-29          | Cosenza-Catanzaro   | 18-18   |
| 28-27          | Giarre-Catania      | 24-26   |
| 48-60          | Reggio-CUS Palermo  | 37-39   |
| 40-40          | Am. Palermo-Messina | 26-40   |

| Quarta giornata |                       |         |
| 20 dic.         |                       | 21 feb. |
| 53-46           | Catania-Am. Palermo   | 30-39   |
| 73-40           | CUS Palermo-Catanzaro | 33-38   |
| 11-10           | Messina-Cosenza       | 33-36   |
| 38-33           | Reggio-Giarre         | 31-35   |

| Settima giornata |                     |         |
| 17 gen.          |                     | 21 mar. |
| 67-30            | CUS Palermo-Messina | 31-43   |
| 31-42            | Catania-Reggio      | 34-51   |
| 31-30            | Catanzaro-Giarre    | 27-32   |
| 27-23            | Cosenza-Am. Palermo | 36-42   |

| Seconda giornata |                       |        |
| 6 dic.           |                       | 7 feb. |
| 36-30            | Catanzaro-Am. Palermo | 31-42  |
| 36-31            | Catania-Cosenza       | 27-44  |
| 36-25            | CUS Palermo-Giarre    | 42-39  |
| 41-44            | Messina-Reggio        | 2-0    |

| Quinta giornata |                     |        |
| 2 gen.          |                     | 7 mar. |
| 34-68           | Catania-Cus Palermo | 41-64  |
| 24-20           | Catanzaro-Messina   | 15-17  |
| 29-20           | Am. Palermo-Giarre  | 31-31  |
| 31-30           | Cosenza-Reggio      | 35-32  |

| Terza giornata |                     |         |
| 13 dic.        |                     | 14 feb. |
| 54-37          | Catanzaro-Catania   | 36-21   |
| 25-25          | Cosenza-CUS Palermo | 31-73   |
| 25-28          | Giarre-Messina      | 26-26   |
| 38-26          | Am. Palermo-Reggio  | 36-37   |

| Sesta giornata |                         |         |
| 10 gen.        |                         | 14 mar. |
| 44-60          | Am. Palermo-CUS Palermo | 75-50   |
| 48-35          | Messina-Catania         | 42-36   |
| 20-17          | Reggio-Catanzaro        | 10-21   |
| 22-16          | Giarre-Cosenza          | 11-24   |

## Poule Promozione Interzona

### Girone A

#### Classifica
|  |    | Classifica finale 1953-1954 | Pt | G | V | N | P | PtF | PtS |
|  | -- | --------------------------- | -- | - | - | - | - | --- | --- |
|  | 1. | Libertas Biella             | 7  | 6 | 3 | 1 | 2 | 281 | 283 |
|  | 2. | Pietro Micca Biella         | 6  | 6 | 3 | 0 | 3 | 242 | 229 |
|  | 3. | A.S. Shell La Spezia        | 6  | 6 | 3 | 0 | 3 | 290 | 288 |
|  | 4. | Libertas Livorno            | 5  | 6 | 2 | 1 | 3 | 270 | 283 |

#### Risultati
| Risultati            | LibBi | PMBi  | SPE   | LIV   |
| -------------------- | ----- | ----- | ----- | ----- |
| Libertas Biella      |       | 29-40 | 57-37 | 55-55 |
| Pietro Micca Biella  | 47-49 |       | 37-31 | 35-28 |
| A.S. Shell La Spezia | 64-43 | 52-44 |       | 52-47 |
| Libertas Livorno     | 40-48 | 40-39 | 60-54 |       |

#### Spareggio Promozione
| Cremona 20 giugno 1954 | Pietro Micca Biella | 43 – 33 | A.S. Shell La Spezia |  |

### Girone B

#### Classifica
|  |    | Classifica finale 1953-1954    | Pt | G | V | N | P | PtF | PtS |
|  | -- | ------------------------------ | -- | - | - | - | - | --- | --- |
|  | 1. | Latterie Riunite Reggio Emilia | 8  | 6 | 4 | 0 | 2 | 279 | 237 |
|  | 2. | Reyer Venezia B                | 8  | 6 | 4 | 0 | 2 | 237 | 235 |
|  | 3. | Cral Meneghel Pordenone        | 6  | 6 | 3 | 0 | 3 | 305 | 269 |
|  | 4. | Lancia Bolzano                 | 2  | 6 | 1 | 0 | 5 | 216 | 296 |

- Le Latterie Riunite Reggio Emilia vincono lo spareggio con la Reyer Venezia B e partecipano al concentramento finale per il titolo nazionale di C

#### Risultati
| Risultati                      | REG   | VEN   | POR   | BOL   |
| ------------------------------ | ----- | ----- | ----- | ----- |
| Latterie Riunite Reggio Emilia |       | 51-41 | 64-42 | 61-42 |
| Reyer Venezia B                | 36-32 |       | 35-34 | 47-36 |
| Cral Meneghel Pordenone        | 60-41 | 44-45 |       | 77-48 |
| Lancia Bolzano                 | 16-30 | 38-33 | 36-48 |       |

### Girone C

#### Classifica
|  |    | Classifica finale 1953-1954 | Pt | G | V | N | P | PtF | PtS |
|  | -- | --------------------------- | -- | - | - | - | - | --- | --- |
|  | 1. | Comando III ZAT Roma        | 9  | 6 | 4 | 1 | 1 | 289 | 252 |
|  | 2. | Chieti Basket               | 8  | 6 | 4 | 0 | 2 | 259 | 262 |
|  | 3. | Robur Spoleto               | 4  | 6 | 2 | 0 | 4 | 233 | 249 |
|  | 4. | Mens Sana Siena             | 3  | 6 | 1 | 1 | 4 | 270 | 288 |

#### Risultati
| Risultati            | ROM   | CHI   | SPO   | SIE   |
| -------------------- | ----- | ----- | ----- | ----- |
| Comando III ZAT Roma |       | 71-40 | 43-37 | 50-46 |
| Chieti Basket        | 33-34 |       | 43-34 | 53-42 |
| Robur Spoleto        | 39-34 | 39-46 |       | 36-23 |
| Mens Sana Siena      | 57-57 | 42-44 | 60-48 |       |

### Girone D

#### Classifica
|  |    | Classifica finale 1953-1954 | Pt | G | V | N | P | PtF | PtS |
|  | -- | --------------------------- | -- | - | - | - | - | --- | --- |
|  | 1. | Libertas Brindisi           | 9  | 6 | 4 | 1 | 1 | 363 | 291 |
|  | 2. | CUS Napoli                  | 8  | 6 | 4 | 0 | 2 | 273 | 303 |
|  | 3. | CUS Palermo                 | 4  | 6 | 2 | 0 | 4 | 270 | 225 |
|  | 4. | Cestistica Foggia           | 0  | 6 | 0 | 0 | 6 | 185 | 272 |

#### Risultati
| Risultati         | BRI   | NAP   | PAL   | FOG   |
| ----------------- | ----- | ----- | ----- | ----- |
| Libertas Brindisi |       | 72-52 | 62-42 | 76-39 |
| CUS Napoli        | 58-47 |       | 48-42 | 43-34 |
| CUS Palermo       | 55-55 | 73-28 |       | 2-0   |
| Cestistica Foggia | 45-51 | 32-56 | 35-44 |       |

## Concentramento Finale per il Titolo

### Semifinali
| Porto San Giorgio 26 giugno 1954 | Libertas Biella | 59 – 41 | Latterie Riunite Reggio Emilia |  |

| Porto San Giorgio 26 giugno 1954 | Comando III ZAT Roma | 55 – 52 | Libertas Brindisi |  |

### Finale 1º e 2º posto
| Porto San Giorgio 27 giugno 1954 | Libertas Biella | 53 – 38 | Comando III ZAT Roma |  |

### Finale 3º e 4º posto
| Porto San Giorgio 27 giugno 1954 | Latterie Riunite Reggio Emilia | 71 – 54 | Libertas Brindisi |  |

## Verdetti
- La Libertas Biella è Campione d'Italia di Serie C
- Promosse in Serie B: : Libertas Biella;  Pietro Micca Biella; Latterie Riunite Reggio Emilia; Cral Meneghel Pordenone; III ZAT Roma,  Chieti Basket; Libertas Brindisi; CUS Napoli.
- Reyer Venezia B partecipa alla Poule Promozione ma avendo una formazione in serie A per regolamento non può accedere alla serie B, per questo viene promossa in serie B la squadra del Cral "Meneghel" Torre di Pordenone.

## Fonti
Il Corriere dello Sport edizione 1953-54
per il girone R calabro-siciliano la Gazzetta del Sud edizione 1953-54
per il girone I "Basket a Campi Bisenzio" di R. Bernardi 2014